# Estación Universidad de Almirante Brown
Universidad de Almirante Brown será una estación ferroviaria ubicada en la ciudad de Burzaco, en el partido de Almirante Brown, Provincia de Buenos Aires, Argentina.

## Ubicación e infraestructura
Se encuentra entre las calles Esteban de Luca y Blas Parera, cerca de la Ruta Provincial 4. Y entre las estaciones de Burzaco y Longchamps.
Tendrá dos andenes enfrentados elevados de 220 m de longitud, una boletería (en el lado oeste), un paso peatonal subterráneo y edificios operativos.

## Servicios
La estación corresponderá al Ferrocarril General Roca de la red ferroviaria argentina, y será una estación intermedia más de los ramales que conectan Constitución con Glew y Alejandro Korn. Es una de las 4 anunciadas para su construcción.